# Kelreuterija
Kelreuterija (kelrajterija, drvo lampion, lat. Koelreuteria), manji biljni rod listopadnog drveća porodice sapindovki (Sapindaceae). Sastoj ise od tri vrste koje su raširene po središnjim dijelovioma jugoistočne i sjeverne i južne Kine,  Mandžurije, Fidžiju, Koreji i Tajvanu.
Neke vrste uvezene su na područje južne i istočne Europe, te u Sjevernu Ameriku. Vrsta Koelreuteria elegans raste samo na Fidžiju.

## Vrste
1. Koelreuteria bipinnata Franch.
2. Koelreuteria elegans (Seem.) A.C.Sm.
3. Koelreuteria paniculata Laxm.